# Pedro Ortega Díaz
Pedro Ortega Díaz (* 18. Dezember 1914 in Rio Caribe; † 3. Februar 2006) war ein venezolanischer Politiker und Präsident der Kommunistischen Partei Venezuelas.
Díaz studierte Jura und arbeitete nach seinem Studium als Anwalt. Er lehrte mehrere Jahre an der Universität Arbeitsrecht und diente über einen langen Zeitraum der kommunistisch orientierten Gewerkschaft CUTV als rechtlicher Berater. Von 1937 bis 1939 gehörte er der Nationalen Demokratischen Partei (PDN) an und trat der zu dieser Zeit illegalen Kommunistischen Partei bei. Er beteiligte sich aus dem Untergrund heraus am Widerstand gegen die Diktatur von Marcos Pérez Jiménez und Rómulo Betancourt.